# Theresa Panfil
Theresa Panfil (Fulda, 13 novembre 1995) è una calciatrice tedesca, centrocampista del Werder Brema.

## Palmarès

### Nazionale
- Campionato mondiale under 20: 1

Campione: 2014
- Campionato d'Europa under 17: 1

Campione: 2012